# 26 mars 1914
Le jeudi 26 mars 1914 est le 85e jour de l'année 1914.

## Naissances
- Esteban Marino (mort le 10 janvier 1999), arbitre uruguayen de football
- Morenito de Valencia (mort le 11 octobre 1953), matador espagnol
- Tadashi Sugimata (mort le 23 janvier 1994), peintre japonais
- William Westmoreland (mort le 18 juillet 2005), général américain

## Décès
- Urbain Sénac (né le 25 mai 1839), député de Tarn-et-Garonne